# 笛木優子
笛木 優子（ふえき ゆうこ、1979年6月21日 - ）は、日本の女優。初期の芸名は笛木 夕子（読み同じ）。韓国でも活動し、ユミン（朝鮮語: 유민）の芸名で知られる。オスカープロモーション所属。
東京都出身。埼玉県蓮田市育ち。蓮田市立黒浜北小学校、中野区立北中野中学校、東京文化高等学校、玉川学園女子短期大学卒業。梨花女子大学校韓国語課程修了後、漢陽大学校言論情報学部入学、卒業。

## 来歴
1998年、原宿のラフォーレ前でスカウトされる。
デビュー前には東京パフォーマンスドールに研修生として在籍。2000年に『天気予報の恋人』（フジテレビ）でドラマ初出演、2001年『ホタル』で映画デビュー。同年『新・雪国』で主演した。
2001年11月、韓国へ居を移し、芸能活動を開始。女優としてテレビ、映画などに出演。
2006年、オスカープロモーションに所属。再び日本を拠点に活動することになり、2月23日に会見を行った。ドラマ『アテンションプリーズ』（フジテレビ）への出演を機に日本での活動を再開した。
2009年、韓国の大作ドラマ『IRIS』に出演。2010年、韓国SBSの週末連続ドラマ『美しき人生』【韓国タイトル「인생은 아름다워（人生は美しい）」】に出演。韓国での活動も継続的に行っていく姿勢を明らかにした。
2018年6月29日、1歳年上の一般男性と結婚したことを発表。
2019年11月2日、第一子妊娠を報告。
2020年2月21日、第一子となる男児を出産したことを自身のインスタグラムで報告した。

## 出演

### 映画
- ホタル（2001年） - 戦時中の山岡知子 役
- 新・雪国（2001年）
- ジャンプ（2003年） - 南雲みはる 役
- 青燕（原題 청연 2005年）
- アパートメント（原題 아파트 2006年）※カメオ出演
- 特別市の人々（原題 특별시사람들 2007年）
- 憑神（2007年） - 井上八重 役
- 大地の詩〜留岡幸助物語〜（2011年） - 寺尾きく子 役
- 家門の受難（原題 가문의 영광4 - 가문의 수난 2011年）※カメオ出演
- パラノイア／PARANOIA（2014年） - 高木明子 役
- 振り子（2015年） - 米山京子 役
- 十字架（2016年2月6日公開） - 真田瑛子 役
- DTC -湯けむり純情篇- from HiGH&LOW（2018年9月28日公開） - 森田マリ 役
- レディ in ホワイト（2018年11月23日公開） - 結城美晴 役
- うちの弟どもがすみません（2024年12月6日公開） - 成田さほ 役[7]

### テレビドラマ

#### 日本
- 天気予報の恋人（2000年、フジテレビ）
- 女子アナ。（2001年、フジテレビ） - 中山郁美 役
- アテンションプリーズ（2006年、フジテレビ） - 麻生カオル 役
  - 土曜プレミアム「アテンションプリーズスペシャル〜ハワイ・ホノルル編〜」（2007年1月13日）
  - アテンションプリーズスペシャル〜オーストラリア・シドニー編〜（2008年4月3日）
- 松本清張 わるいやつら（2007年、テレビ朝日） - 槇村隆子 役
- ホテリアー（2007年、テレビ朝日） - 柏木真由美 役
- 陽炎の辻〜居眠り磐音 江戸双紙〜（2007年、 NHK総合） - 奈緒 役
  - 陽炎の辻2〜居眠り磐音 江戸双紙〜（2008年、NHK総合） - 奈緒 役
  - 陽炎の辻3〜居眠り磐音 江戸双紙〜（2009年、NHK総合） - 奈緒 役
- 水曜ミステリー9・芸者小春姐さん奮闘記5 別れ舞殺人事件（2008年1月23日、テレビ東京） - 清乃 役
- 7人の女弁護士・第2シリーズ 第9話ゲスト（2008年、テレビ朝日） - 仲谷サナエ 役
- 金曜プレステージ（フジテレビ）
  - 名司会者・寿鶴子 殺人スピーチ4（2008年7月25日） - 相馬弥生 役
  - 監察医七浦小夜子・法医学者の事件プロファイル（2011年4月22日） - 吉田春奈 役
  - 推理作家・池加代子2 〜殺しの文学賞〜（2013年7月26日） - 石上秋子 役
  - 警視庁総務部縁結び課桜井はなの事件ファイル（2014年5月16日） - 戸田裕子 役
  - 十津川捜査班第9作（2014年） 「十津川警部「故郷」」（2014年7月25日） - 荒木香織 役
- あんどーなつ 第5話ゲスト（2008年8月4日、TBS） - 菊子 役
- 音女 第80話「空飛ぶオトメ｣ （2008年8月27日、テレビ朝日） - 智子 役
- 小児救命（2008年、テレビ朝日） - 片桐弥生 役
- RESCUE〜特別高度救助隊（2009年、TBS） - 水野明日香 役
- ダンディ・ダディ?〜恋愛小説家・伊崎龍之介〜（2009年、テレビ朝日） - 伊崎みのり/藤崎かれん 役
- 浅見光彦〜最終章〜 第2話ゲスト（2009年10月28日、TBS） - 小林朝美 役
- ハンチョウ〜神南署安積班〜 第4話ゲスト（2010年2月1日、TBS） - 杉本美春 役
- 月曜ゴールデン（TBS）
  - 十津川警部シリーズ43 伊勢志摩殺人迷路〜円空の謎〜（2010年3月29日） - 剣持紗江子警部補 役
  - 探偵 左文字進15（2011年7月18日） - 新庄佳代子 役
  - ヤメ判 新堂謙介 殺しの事件簿2（2012年1月23日） - 竹内朝子 役
- 警視庁継続捜査班（2010年、テレビ朝日） - 吉崎仁美 役
- 大阪ラブ&ソウル この国で生きること（2010年11月6日、NHK総合）
- さくら心中（2011年、東海テレビ） - 主演・宗形桜子 役
- 四十九日のレシピ（2011年、NHK総合） - 熱田万里子 役
- ハガネの女 season2 第5話ゲスト（2011年5月19日、テレビ朝日） - 横田香 役
- シマシマ 第5話ゲスト（2011年5月20日、TBS） - 間宮さくら 役
- ラストマネー -愛の値段-（2011年、NHK総合） - 横村美咲 役
- DOCTORS〜最強の名医〜 第3話（2011年11月10日、テレビ朝日） - 松村薫 役
- 謎解きはディナーのあとで 第8話（2011年12月6日、フジテレビ） - 手代木瑞穂 役
- 科捜研の女 第11シリーズ 第10話（2012年1月26日、テレビ朝日） - 神埼早季子 役
- デカ 黒川鈴木 第5話（2012年2月2日、読売テレビ） - 長崎ちひろ 役
- BS時代劇・陽だまりの樹（2012年4月 - 6月、NHK BSプレミアム） - お品 役
- マグマ （2012年6月、WOWOW） - 玉田里美 役
- カウンターのふたり 第5話「虚構の夜」（2012年6月16日、TwellV） - 山野冬子 役
- 浪花少年探偵団 第3・5話（2012年7月16日・7月30日、TBS） - 朝倉町子 役
- 京都地検の女 第8シリーズ 第7話（2012年8月30日、テレビ朝日） - 後藤咲子 役
- 水曜ミステリー9・Dr.門倉周平の事件カルテ（2012年9月26日、テレビ東京） - 須田真理 役
- 赤川次郎原作 毒<ポイズン> 第8話（2012年11月22日、読売テレビ） - 甲斐由美 役
- お助け屋☆陣八 第6話（2013年2月14日、読売テレビ） - 小川ひな子 役
- 金曜ロードSHOW!特別ドラマ企画 リバース〜警視庁捜査一課チームZ〜（2013年4月5日、日本テレビ） - 沢渡玲子 役
- お天気お姉さん（2013年4月 - 6月、テレビ朝日） - 原口蘭 役
- ドラマスペシャル SP〜警視庁警護課III（2013年4月27日、テレビ朝日） - 鎌田匠子 役
- 町医者ジャンボ!!（2013年7月 - 9月、読売テレビ） - 里中麗子 役
- ドクターX〜外科医・大門未知子〜 第2シリーズ（2013年10月 - 12月、テレビ朝日） - 照井珠緒 役
- 軍師官兵衛（2014年、NHK） - お鮮 役
- サイレント・プア 第8・最終話（2014年5月27日・6月3日、NHK総合） - 渡辺昭子 役
- テレビ東京開局50周年特別企画 松本清張 強き蟻（2014年7月2日、テレビ東京） - 沢田妙子 役
- 獣医さん、事件ですよ 第3話（2014年7月17日、読売テレビ） - 高城江里子 役
- 孤独のグルメ season4 第6話（2014年8月13日、テレビ東京） - 井沢由香里 役
- 素敵な選TAXI 第3話（2014年10月28日、関西テレビ） - 野々山明歩 役
- 松本清張 二夜連続ドラマスペシャル・第一夜 松本清張〜坂道の家（2014年12月6日、テレビ朝日） - 杉田鷹子 役
- 残念な夫。（2015年1月 - 3月、フジテレビ） - 大石かおり 役
- 木曜時代劇 かぶき者 慶次（2015年4月9日 - 6月18日、NHK総合） - 雪夜 役
- 水曜ミステリー9→ 金曜8時のドラマ 駐在刑事シリーズ（2015年4月15日 - 、テレビ東京） - 内田遼子 役
  - 水曜ミステリー9 駐在刑事2（2015年4月15日）
  - 水曜ミステリー9 奥多摩駐在刑事3（2015年9月16日）
  - 水曜ミステリー9 駐在刑事4（2016年12月4日）
  - ドラマ特別企画 駐在刑事スペシャル（2017年10月13日）
  - 金曜8時のドラマ 駐在刑事（2018年10月19日 - 12月7日）
  - 金曜8時のドラマ 駐在刑事 Season2（2020年1月24日 - 3月6日）
  - 金曜8時のドラマ 駐在刑事 Season3（2022年1月14日 - 2月25日 ）[8]
  - 月曜プレミアム8 駐在刑事 スペシャル 2023（2023年9月25日）[9]
- ドラマスペシャル 名探偵キャサリン（2015年9月5日、テレビ朝日） - 小川麻衣子 役
- 科捜研の女 第15シリーズ 第2話（2015年10月22日、テレビ朝日） - 司麗香 役
- サイレーン 刑事×彼女×完全悪女 第4話、第7話 - 最終話（2015年11月10日・12月1日 - 15日、カンテレ） - 倉本真理 役
- 相棒 Season14 第6話（2015年11月25日、テレビ朝日） - 星野玲奈 役
- 日本のヴァイオリン王〜名古屋が生んだ世界のマエストロ 鈴木政吉物語〜（2016年2月14日、東海テレビ） - 鈴木乃婦 役
- 恋の三陸 列車コンで行こう!（2016年2月27日 - 3月12日、NHK総合） - 大迫彩佳 役
- 松本清張特別企画 喪失の儀礼（2016年3月30日、テレビ東京） - 萩原美奈子 役[10]
- ドクターカー（2016年4月 - 6月、読売テレビ） - 安住紗那 役
- 警視庁・捜査一課長 第10話（2016年6月16日、テレビ朝日） - 原美和子 役
- 土曜ワイド劇場・温泉 (秘) 大作戦18（2016年8月13日、朝日放送） - 北村奈美 役
- メディカルチーム レディ・ダ・ヴィンチの診断（2016年10月11日 - 12月13日、関西テレビ） - 村上夏海 役
- 山本周五郎時代劇 武士の魂 第1話「大将首」（2017年4月4日、BSジャパン） - 池藤文江 役
- 重要参考人探偵 第3話（2017年11月3日、テレビ朝日） - 木戸愛奈 役
- 新・ミナミの帝王 14 「得する離婚、損する離婚」（2018年1月6日、関西テレビ） - 矢崎かほり 役[11]
- あなたには帰る家がある（2018年4月13日 - 6月22日、TBS） - 愛川由紀 役
- 高嶺の花（2018年7月11日 - 9月12日、日本テレビ） - 今村佳代子 役
- さすらい温泉♨遠藤憲一 第十二湯（2019年4月3日、テレビ東京） - 植木夕子 役
- 小さな神たちの祭り（2019年11月20日、東北放送） - 谷川クミ 役
- 元彼の遺言状（2022年4月11日 - 6月20日、フジテレビ） - 森川雪乃 役[12]
- 彼のいる生活（2024年4月12日 - 5月31日、TOKYO MX） - 田中ゆりえ 役[13]
- 特捜9 season7 第8話（2024年5月22日、テレビ朝日） - 小坂真子 役[14]
- クラスメイトの女子、全員好きでした 第8話 - 最終話（2024年8月29日 - 9月12日、読売テレビ・日本テレビ系） - 高峰早智子 役[15][16]
- 明日はもっと、いい日になる 第5話（2025年8月4日〈予定〉、フジテレビ） - 工藤沙織 役[17]

#### 韓国
- わが家（2001年、原題 우리집・MBC） - チョン・ダイン 役
- 結婚しましょう（2002年、原題 결혼합시다・KBS）
- オールイン 運命の愛（2003年、原題 올인・SBS） - 落田リエ 役
- ナイスガイ（2003年、原題 좋은사람〈良い人〉・MBC） - ユウコ 役
- 鴨鴎亭宗家（2003年 - 2004年、原題 압구정 종갓집・SBS）
- ガラスの華（2004年 - 2005年、原題 유리화・SBS） - チャン・スヨン役
- 不良主夫（2005年、原題 불량주부・SBS） - パク・ユジン役
- IRIS-アイリス-（2009年、原題 아이리스・KBS） - 日本内閣情報調査室国際部 佐藤えりこ 役
- 美しき人生（2010年、原題 인생은 아름다워・SBS） - チェヨン 役
- IRIS-アイリス2-（2013年、原題 아이리스2・KBS） - 日本内閣情報調査室国際部 佐藤えりこ 役

### ウェブテレビ
- 雨が降ると君は優しい（2017年、Hulu） - 雫石奈美 役
- さまぁ〜ずハウス（2018年、Amazonプライム・ビデオ）#17「男心」 - 下田雅美 役[18]

### その他テレビ番組
- 気分転換水曜日（2002年4月 - 7月、SBS）
- 天生縁分（2002年10月 - 12月、MBC）
- SBS人気歌謡（2003年2月 - 9月、SBS）
- アンニョンハシムニカ・ハングル講座（2003年4月 - 2004年3月、NHK教育）
- 日本テレビ開局55年記念番組 女たちの中国第一弾〜13億のチカラ…美と権力と涙の物語〜（2008年2月11日、日本テレビ） - レポーターとして出演。
- まるごと満喫マカオ・「美人女優二人がセレブ＆格安の旅」（2008年3月20日、テレビ東京） - 貴城けいと共にレポーター。
- ETV特集・「日本と朝鮮半島2千年」（2009年4月26日 - 、NHK教育） - 司会、レポーターとして出演。
- easy sports（2009年8月31日 - 9月4日、テレビ朝日）
- 歴史秘話ヒストリア『大奥 シンデレラ・ストーリー〜将軍の母・桂昌院 元祖「玉の輿」物語〜』（2012年2月8日、NHK総合） - 桂昌院役として出演。
- たかじんのそこまで言って委員会　(2011年9月4日、読売テレビ)
- あさイチ「JAPAなび　奈良・吉野」（2012年3月1日、NHK総合）
- 巡・韓国（2012年4月7日 - 、BSフジ） - ナレーション
- 歴史秘話ヒストリア『あなたを助けたい〜女医第1号　荻野吟子の恋〜』（2013年11月20日、NHK総合） - 荻野吟子役として出演。
- 和心百景（2016年10月1日 - 、TBS） - ナレーション
- ぶらり途中下車の旅（日本テレビ） - 旅人
  - 「JR中央線」（2018年8月4日）[19]
  - 「JR山手線」（2019年1月19日）[20]

### ラジオ
- FMシアター「憂鬱な女神」（2009年7月18日、NHK-FM） - なぎ 役[21]
- ゴチャ・まぜっ!水曜日（2011年10月26日 - 2013年4月17日、毎日放送）
- SOUNDS OF STORY〜ASADA JIRO LIBRARY〜　「花や今宵」（2014年3月29日、J-WAVE） - 朗読[22]

### 舞台
- 「路地裏の優しい猫」 作・演出／森岡利行（2009年4月29日 - 5月5日 新国立劇場・小劇場）

### CM
- シャープ 液晶デジタルビューカム（1999年）
- 味の素 クノール・北海道ポタージュ（2000年9月25日 - ）
- アットローン @ローン（2001年5月18日 - ）
- ロッテ チョココ（2002年11月1日 - ）
- 花王 フローラルハミング「南国リゾートの香り新発売」篇（2008年3月12日 - ）
- JINRO JINRO ゆるまっこり「ゆるして、ゆるまっこり」篇（2011年9月10日 - ）
- 黄桜
  - 呑キング（2013年9月4日 - ）
  - 呑（2014年9月3日 - ）
- 興和
  - キューピーコーワiプラス（2015年4月12日 - ）
  - ドクターネイル・ディープセラム（2016年9月15日 - ）
  - キューピーコーワiドリンク（2018年4月10日 - ）
- 日本経済新聞社 日本経済新聞・電子版（2016年1月1日 - ）

## 著書

### 翻訳
- 世界でいちばん大切な思い（2003年9月19日、東洋経済新報社）ISBN 4-49-222237-5
- 世界でいちばん大切な思い2（2004年5月、東洋経済新報社）ISBN 4-49-222249-9

### 写真集
- bleu velours（2014年1月25日、ワニブックス、撮影：橋本雅司）ISBN 978-4847046117

## 受賞歴
- SBS演技大賞 新人女優賞 (2003)